# Луис Роблес
Луис Роблес (на испански: Luis Robles, роден на 11 май 1984 г. във Форт Хуачука, Аризона) е американо-пуерторикански вратар, който играе в отбора от Втора Бундеслига Кайзерслаутерн.
Роблес е роден във Форт Хуачука, военна база, близо до град Хуачука Сити.

## Кариера
Луис Роблес играе от 2002 г. в отбора на Портланд Юнивърсити. Появява се в игра и за резервите на Колорадо Рапидс.
През зимната пауза на първенството във Втора Бундеслига вратарят преминава в аматьорския отбор на Кайзерслаутерн. Преди това е избран в драфта на американските млади футболисти от ДиСи Юнайтед, но Роблес решава да играе в Европа.
След трансфера на Юрген Махо в Гърция и контузията на Флориан Фромловиц, Роблес е извикан в първия отбор на „червените дяволи“, като заместник на Тобиас Зипел, въпреки че само няколко седмици преди това е обявен за ненужен. Зипел също се контузва в мача срещу Рот-Вайс Ален на 17 октомври 2008 г., което дава шанс за изява на американеца. Той взема участие преди това в 8 мача за втория отбор на лаутерите през сезон 2007/08.
По време на сезон 2008/09 Роблес успява да измести Зипел от титулярното място, но нещастна контузия го изважда от игра през март 2009 г.

## Национален отбор
Роблес има право да играе за националните отбори на САЩ и на Пуерто Рико. За Купата на Конфедерациите през юни 2009 г. в Южна Африка вратарят е включен в разширения състав на американците. Първият си мач на вратата на САЩ изиграва на 11 юли 2009 г. срещу Хаити (2:2) в третия мач от груповата фаза на първенството на Северна Америка.